# Джустиниани, Алессандро
Алессандро Джустиниани (итал. Alessandro Giustiniani; 3 февраля 1778, Генуя, Генуэзская республика — 11 октября 1843, там же) — итальянский куриальный кардинал, папский дипломат и доктор обоих прав. Титулярный архиепископ Петры Палестинской с 19 апреля 1822 по 2 июля 1832. Апостольский нунций в королевстве Обеих Сицилий с 26 апреля 1822 по 24 апреля 1827. Апостольский нунций в Португалии с 24 апреля 1827 по 2 июля 1832. Камерленго Священной Коллегии Кардиналов с 24 января 1842 по 27 января 1843. Кардинал in pectore с 30 сентября 1831 по 2 июля 1832. Кардинал-священник со 2 июля 1832, с титулом церкви Санта-Кроче-ин-Джерусалемме с 19 декабря 1834.  